# The Royal Foundation
The Royal Foundation (letteralmente "La Fondazione reale"), precedentemente The Foundation of Prince William and Prince Harry, è una fondazione filantropica britannica creata nel 2009 dai principi William e Harry con Catherine Middleton come patrono dal 2011.

## Storia
Nel settembre 2009, seguendo le orme della madre, la Principessa Diana, una delle figure emblematiche del mondo per cause umanitarie, i principi William e Harry hanno creato questa fondazione, con il quartier generale di St. James's Palace a Londra. La duchessa di Cambridge, moglie del principe William, lo rappresenta dal 29 settembre 2011.

## Scopo della fondazione
- Aiuto i giovani britannici svantaggiati che hanno bisogno di consulenza e supporto.
- Sviluppo sostenibile delle risorse naturali e ambiente naturale.
- Aiuti ai soldati, alle loro famiglie e ai veterani delle forze armate britanniche.